# Zijpe (Zeeland)
Het Zijpe is een buurtschap en een kleine haven aan het Zijpe bij Bruinisse in de gemeente Schouwen-Duiveland, in de Nederlandse provincie Zeeland. Tot 1988 werd hier aangemeerd door veerboten van de RTM. 

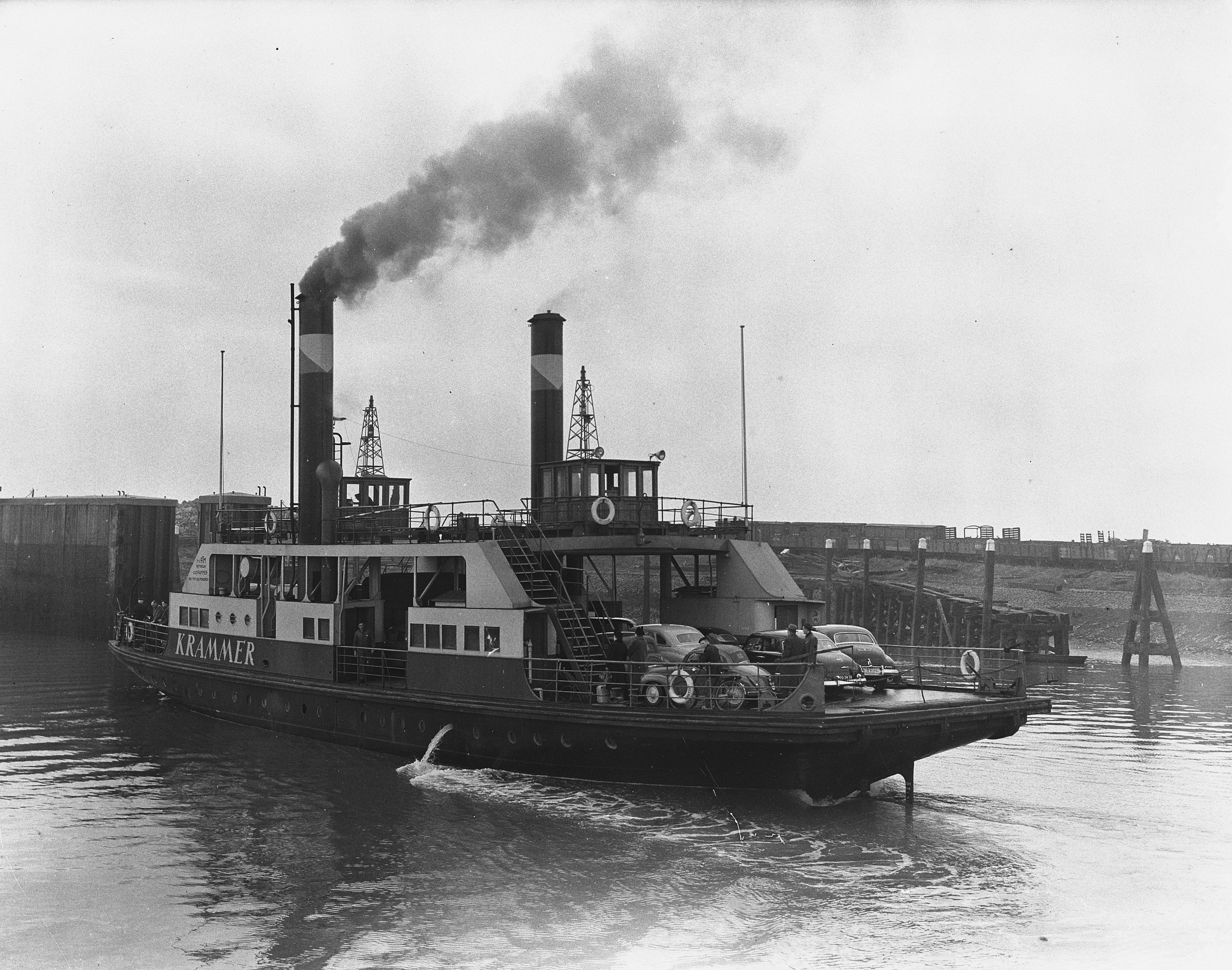
Veerboot in 1954

Met de aanleg van de Philipsdam werd het veer tussen Anna Jacobapolder (op Sint Philipsland) en Zijpe overbodig en op 6 juli 1988 ging het veer na 88 jaar uit de vaart. Een ander veer ging naar Numansdorp en werd na de opening van de Haringvlietbrug in 1964 opgeheven.
Steden: Brouwershaven · Zierikzee

Dorpen: Bruinisse · Burgh · Dreischor · Ellemeet · Haamstede · Kerkwerve · Nieuwerkerk · Noordgouwe · Noordwelle · Oosterland · Ouwerkerk · Renesse · Scharendijke · Serooskerke · Sirjansland · Zonnemaire

Buurtschappen: Beldert · Brijdorpe · Burghsluis · Capelle · Den Osse · Elkerzee · Looperskapelle · Moriaanshoofd · Nieuw-Haamstede · Nieuwerkerke · Schuddebeurs · Westenschouwen · Zijpe

Voormalige gemeentes/plaatsen: Bloois · Bommenede · Duivendijke · Klaaskinderkerke · Rengerskerke en Zuidland · Viane

Zeeland: Steden en dorpen in Zeeland      Nederland: Provincies · Gemeenten